# Hecamedoides hyalinus
Hecamedoides hyalinus är en tvåvingeart som beskrevs av Cresson 1929. Hecamedoides hyalinus ingår i släktet Hecamedoides och familjen vattenflugor. Inga underarter finns listade i Catalogue of Life.